# 巴叙雷勒
巴叙雷勒（法語：Bassurels）是法国洛泽尔省的一个市镇，属于弗洛拉克区。该市镇总面积46.34平方公里，2009年时的人口为52人。

## 人口
巴叙雷勒人口变化图示